# ARN-polimerase III
ARN polimerase III, RNA polimerase III ou Pol III é uma enzima que, em eucariotos, tem a função de transcrever genes de RNAs transportadores (RNAt), 5S rRNA e outros RNAs menores. Os RNAs transcritos por essa enzima compõem cerca de 15% do RNA total sintetizado nas células.